# Atchi Kotchi
Atchi Kotchi (あっちこっち Nơi này nơi kia) hay Acchi Kocchi (tiếng Anh: Place to Place) là một sê-ri manga yonkoma Nhật Bản do Ishiki sáng tác. Một phiên bản chuyển thể anime từ studio AIC bắt đầu phát sóng trên TBS từ ngày 5 tháng 4 năm 2012.

## Cốt truyện
Io và Tsumiki có một mối tình "trong đã rõ mặt ngoài còn e ngại". Và hai người cứ ngần ngại duy trì mối tình nhỏ bé vụng về đó với một nhóm bạn dễ thương. Chuyện vui xảy ra mỗi ngày và đem Io và Tsumiki ngày càng gần nhau.

## Nhân vật

### Nhân vật chính
Tsumiki Miniwa (御庭 つみき, Miniwa Tsumiki)
Lồng tiếng bởi: Rumi Okubo
Nhân vật nữ chính. Tsumiki là một cô gái hơi nhỏ nhắn, vóc dáng thanh tú và yêu Io một cách vô vọng. Cô có một thái độ tsundere: sắc sảo và chế nhạo bên ngoài trong khi yêu thương bên trong. Bất cứ khi nào Io vỗ nhẹ vào đầu Tsumiki hoặc Tsumiki nhìn thấy thứ gì đó cô ấy thích, tai mèo sẽ hiện ra trên đầu cô. Tsumiki mạnh mẽ bất thường so với kích thước của mình và khi cô chuẩn bị sử dụng một lượng sức mạnh to lớn, cô phát ra một luồng khí màu tím (cho hiệu ứng hài hước). Cô ấy cũng rất thành thạo trong các trò chơi arcade.
Io Otonashi (音無 伊御, Otonashi Io)
Lồng tiếng bởi: Nobuhiko Okamoto
Nhân vật nam chính. Lãnh đạm, nhưng có trái tim nhân hậu, anh không biết gì về tình cảm của Tsumiki dành cho mình, nhưng cô là cô gái gần gũi nhất với anh bất kể và anh có thể có tình cảm với cô. Io được biết là thường xuyên trêu chọc Tsumiki. Người ta thường thấy anh xoay cây bút bằng tay, thường đủ khá nhanh để làm Mayoi ngạc nhiên. Đôi khi anh vô tình hành động như một Casanova. Anh cũng khá khỏe, mặc dù điều này không được thể hiện thường xuyên như với Tsumiki. Vì lý do nào đó, những con mèo ngay lập tức bị thu hút bởi anh. Anh làm nhân viên bán thời gian tại Hatch Potch.
Hime Haruno (春野 姫, Haruno Hime)
Lồng tiếng bởi: Kaori Fukuhara
Thành viên vụng về và đần độn của nhóm. Cô có một tính cách rất ngọt ngào và ngây thơ. Cô cũng dễ bị dọa sợ so với các nhân vật nữ khác. Cô dễ bị chảy máu cam bất cứ khi nào trở nên phấn khích hoặc say mê trước bất cứ điều gì dễ thương hoặc lãng mạn. Cô cũng là nhân viên bán thời gian tại Hatch Potch.
Mayoi Katase (片瀬 真宵, Katase Mayoi)
Lồng tiếng bởi: Hitomi Nabatame
Cùng với Sakaki, cô tạo thành bộ đôi thích chơi khăm trong vòng tròn tình bạn. Rất hiểu biết về điện tử và hầu như không thể thiếu bóng dáng áo khoác phòng thí nghiệm mặc trên người của mình, Mayoi thích trêu chọc Tsumiki về tình cảm của cô với Io. Ngay từ sớm, người ta đã ngụ ý rằng cô có thể là một người khổ dâm. Cô có xu hướng kết thúc câu của mình bằng tiếng kêu "nyan".
Sakaki Inui (戌井 榊, Inui Sakaki)
Lồng tiếng bởi: Shintarō Asanuma
Bạn thân nhất và là đồng phạm của Io. Cùng với Mayoi, anh tạo thành bộ đôi thích chơi khăm trong vòng tròn tình bạn. Như Mayoi; anh cũng là một nạn nhân thường xuyên, mặc dù thường là do tai nạn thuần túy chứ không phải là phản ứng dữ dội của nghiệp quật. Chị gái của anh sở hữu một tiệm bánh ngọt nơi anh, Hime và Io cùng làm việc.

### Các nhân vật khác
Miiko Inui  (戌井 みいこ, Inui Miiko)
Lồng tiếng bởi: Yūko Minaguchi
Quản lý cửa hàng bánh ngọt Hatch Potch (ハ チ ポ チ, Hachi Pochi ) và là chị cả của Sakaki. Cô có mái tóc màu nâu nhạt dài đến thắt lưng và luôn tươi cười. Trong anime, cô được tiết lộ là một trong những điểm yếu của Io vì anh không thể từ chối yêu cầu nghiêm túc từ cô. Cô cũng là bạn thân với Kikue.
Saki Sakimori (崎守 咲, Sakimori Saki)
Lồng tiếng bởi: Natsumi Takamori
Một học sinh với mái tóc vàng dài đến thắt lưng và đôi mắt xanh lục. Cô thích trêu ghẹo Kyouya, và cô không biết về tình cảm của anh ấy dành cho cô.
Kana Miyama (深山 佳奈, Miyama Kana)
Lồng tiếng bởi: Hiromi Konno
Một học sinh có mái tóc màu xanh lá cây cắt ngắn, bím tóc phồng và đôi mắt xanh. Cô là một cô gái vui vẻ và tự phát, và rất thân với Saki.
Kyōya Saibara (西原 京谷, Saibara Kyōya)
Lồng tiếng bởi: Tsubasa Yonaga
Một học sinh với mái tóc đen ngắn. Anh không yêu thầm Saki, và anh hành động với thái độ tsundere xung quanh cô hoặc bất cứ khi nào ai đó đề cập đến tình yêu của anh với cô.
Ami Kirino (桐野 亜美, Kirino Ami)
Lồng tiếng bởi: Marie Miyake
Một học sinh với mái tóc hơi hồng và đeo mắt kính. Cô là thành viên của Ủy ban Phát thanh, điều hành đài phát thanh của trường. Giống như Sakaki và Mayoi, cô rất năng động. 
Kikue Sakuragawa (桜川 キクヱ, Sakuragawa Kikue)
Lồng tiếng bởi: Junko Iwao
Một giáo viên vụng về với mái tóc xanh xám nhạt dài đến vai và đôi mắt xanh lục. Cô khá bấp bênh và muốn có bạn trai, mặc dù cô thường chán nản về điều đó. Cô là bạn thân của Miiko.

## Manga
| # | Ngày phát hành    | ISBN              |
| - | ----------------- | ----------------- |
| 1 | 27 tháng 10, 2007 | 978-4-8322-7659-8 |
| 2 | 25 tháng 12, 2008 | 978-4-8322-7763-2 |
| 3 | 27 tháng 3, 2010  | 978-4-8322-7899-8 |
| 4 | 27 tháng 7, 2011  | 978-4-8322-4047-6 |
| 5 | 26 tháng 7, 2012  | 978-4-8322-4171-8 |
| 6 | 27 tháng 9, 2014  | 978-4-8322-4482-5 |
| 7 | 27 tháng 1, 2017  | 978-4-8322-4795-6 |
| 8 | 27 tháng 11, 2019 | 978-4-8322-7135-7 |
| 9 | 27 tháng 9, 2022  | 978-4-8322-7397-9 |

## Anime
Một sê-ri anime truyền hình dựa trên manga bắt đầu phát sóng tại Nhật Bản từ ngày 5 tháng 4 năm 2012. Bài hát mở đầu "Atchi de Kotchi de" (あっちでこっちで) do Rumi Ōkubo, Nobuhiko Okamoto, Hitomi Nabatame, Kaori Fukuhara, và Shintarō Asanuma thể hiện, bài hát kết thúc là "Te o Gyu Shite ne" (手をギュしてね) do Rumi Ōkubo trình bày.